# 詹姆斯·格雷 (动物学家)
詹姆斯·格雷（英語：James Gray，1891年10月14日—1975年12月14日）是一位英国动物学家，1929年当选皇家学会会士。